# Escuela Normal Superior de Pisa
La Escuela Normal Superior (en italiano: Scuola Normale Superiore) es una universidad de enseñanza superior con sede en las ciudades italianas de Pisa y Florencia. Es una de las tres escuelas así definidas y clasificadas como "reconocidas" en Italia. La Escuela Normal Superior cuenta con unos 600 alumnos, entre ellos los del "Curso ordinario" y del "Curso de perfeccionamiento". El director actual de la escuela es Luigi Ambrosio.
Según el Ranking Mundial de Universidades 2016 editado por la revista inglesa Times Higher Education, la Normal es la mejor universidad de Italia y una de las 50 mejores universidades de Europa. Para el Academic Ranking of World Universities 2016, se encuentra entre las diez mejores universidades del mundo según el parámetro PCP ("Per Capita Performance") que considera el tamaño del instituto.